# ケント伯爵

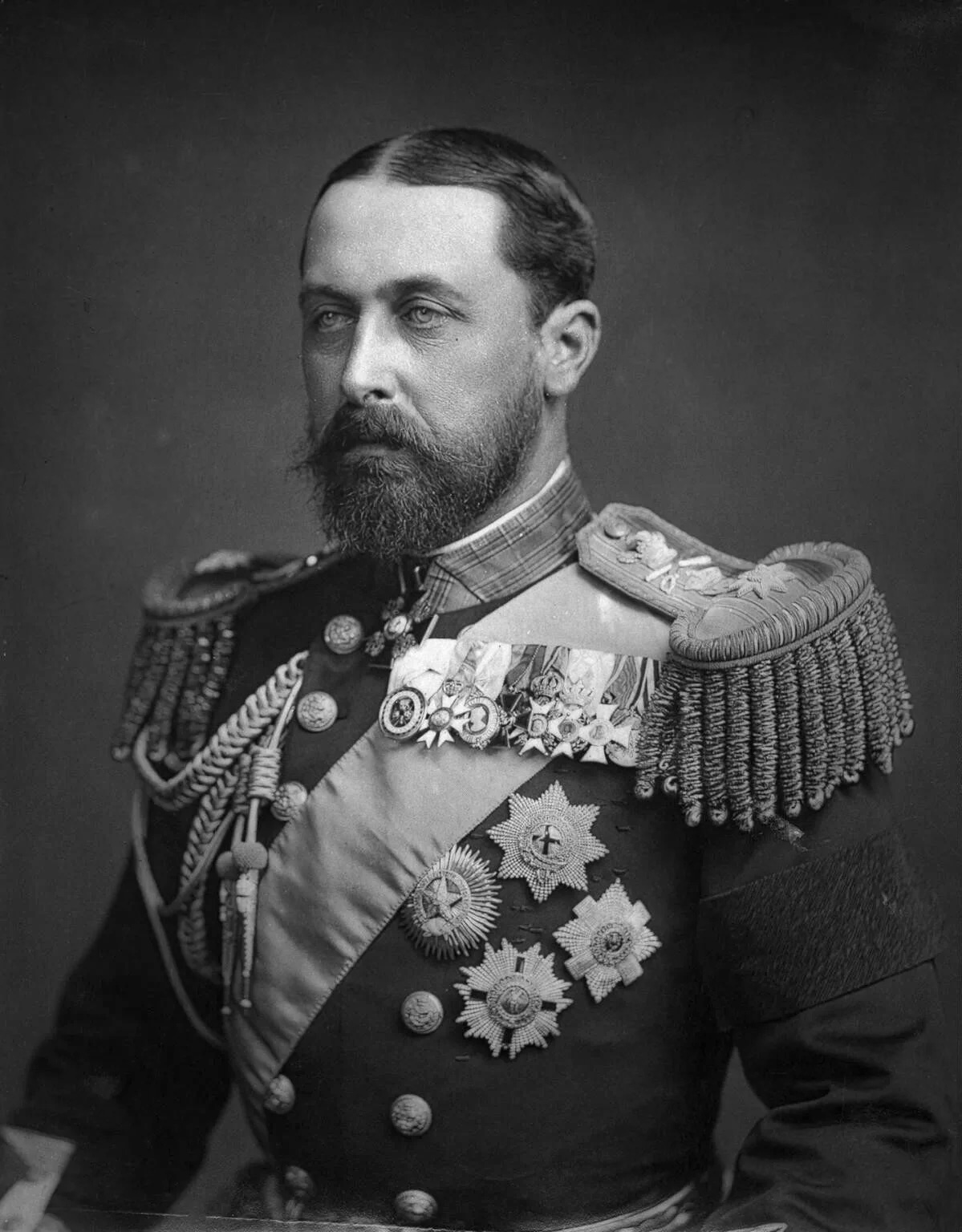
エディンバラ公爵・ケント伯爵アルフレッド・アーネスト・アルバート、1881年撮影。

ケント伯爵（ケントはくしゃく、英語: Earl of Kent）は、イギリスの伯爵位。ウェセックス朝の貴族として1度、イングランド貴族として6度、連合王国貴族として1度創設された。ウィレム・ファン・イーペルもイングランド王スティーブンよりケント州を与えられたが、爵位は与えられなかったとするのが主流であり、本項では記載しつつ期数には数えないとしている。

## 歴史

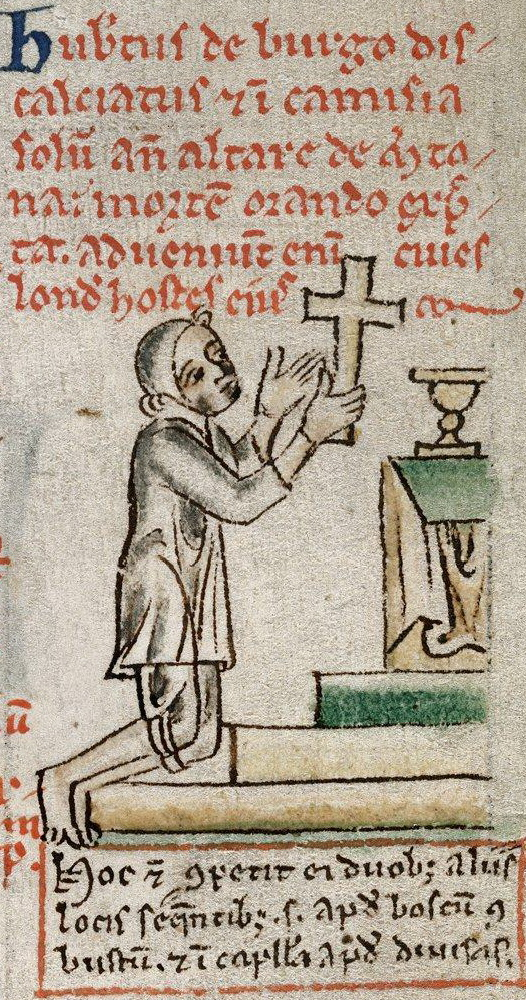
初代ケント伯爵ヒューバート・ド・バラ

ゴドウィンはケント伯爵の称号を所有したとされる。その息子レオフウィン・ゴドウィンソンは1049年頃よりケント州を統治したが、若年だったためケント伯爵にはなっておらず、父の指示に基づき統治したとされ、1057年になってようやくケント伯爵の称号を手に入れた。レオフウィンは1066年のヘイスティングズの戦いで戦死した。
ウィリアム1世の異父弟でバイユー司教のオドは、1067年にケント伯爵に叙された。ウィリアム1世の不在中に副王を務めたり、国王軍を率いて反乱を鎮圧したりしたが、1083年に失脚、投獄された。1087年に釈放されるものの、すぐに反乱を起こして翌1088年に海外追放され、爵位も剥奪された。以降オドは大陸ヨーロッパで活躍し、爵位を取り戻すことは二度となかった。
フランドル伯ロベール1世の孫ウィレム・ファン・イーペルはフランドル伯領の継承をめぐってギヨーム・クリトン と争い、同じくクリトンによる継承を喜ばなかったイングランド王ヘンリー1世は甥スティーブンをフランドルに派遣した。これがきっかけとなってウィレムとスティーブンは知り合いになり、ウィレムは1133年にフランドル地方から追い出されるとスティーブンを頼ってイングランドに逃亡した。1135年12月にスティーブンがイングランド王位を継承するとウィレムは重用され、1141年にはケント州を与えられた。『英国人名事典』はこのとき正式な「ケント伯爵」の爵位が与えられなかったとしている。いずれにしても、1154年にスティーブンが失脚してヘンリー2世 (1133-1189) が即位すると、ウィレムも失脚し、1157年にイングランドを出てフランドルに戻った。
イングランド王ジョンの晩年とヘンリー3世の若年期に最高法官を務めたヒューバート・ド・バラは1227年にケント伯爵に叙されたが、1232年に突如失脚して投獄され、1233年に第3代ペンブルック伯リチャード・マーシャルの反乱に加担したが、翌年に恩赦され爵位を取り戻した。1239年には再び反逆罪で訴えられる危機が生じたが、最終的には1243年に死去するまで爵位を保持した。息子を2人もうけたものの、2人とも爵位を継承できなかったという。
イングランド王エドワード1世の末男エドマンド・オブ・ウッドストックは異母兄エドワード2世に重用され、1321年6月に五港長官に任命され、同年にはケント伯爵にも叙された。エドワード2世は人気を失い、ウッドストックは1326年にエドワード2世を廃位させた反乱に加担して新政権に取り入ったが、エドワード2世が死去しておらず投獄されているという誤情報をつかまされて反乱を起こし、1330年に斬首刑に処された。死後、長男エドマンドは母による請願もあり爵位を回復し、弟にあたる3代伯爵ジョンの死後は2人の姉妹にあたるジョーンが爵位を継承した。ジョーンの夫トマス・ホランドは妻の権利によりケント伯爵の爵位を得たともされるが、いずれにしても彼はケント伯爵として議会に召集された。
2人の息子にあたる2代伯爵トマスと孫にあたる3代伯爵トマスはイングランド王リチャード2世に重用され、3代伯爵は1397年9月にサリー公爵に叙されたが、リチャード2世の廃位とともにサリー公爵位の放棄を余儀なくされ、1400年にはヘンリー4世への陰謀に加担したとして処刑された。3代伯爵の弟エドマンドは爵位継承を許可されたが、1408年9月に死去すると爵位は廃絶した。
初代ウェストモーランド伯爵ラルフ・ネヴィル の息子で百年戦争と薔薇戦争に参戦したファウコンバーグ男爵ウィリアム・ネヴィルは1461年のタウトンの戦いに勝利した功績でケント伯爵に叙され、海軍卿にも任命されたが、娘しかもうけなかったため1463年に死去すると爵位は廃絶した。

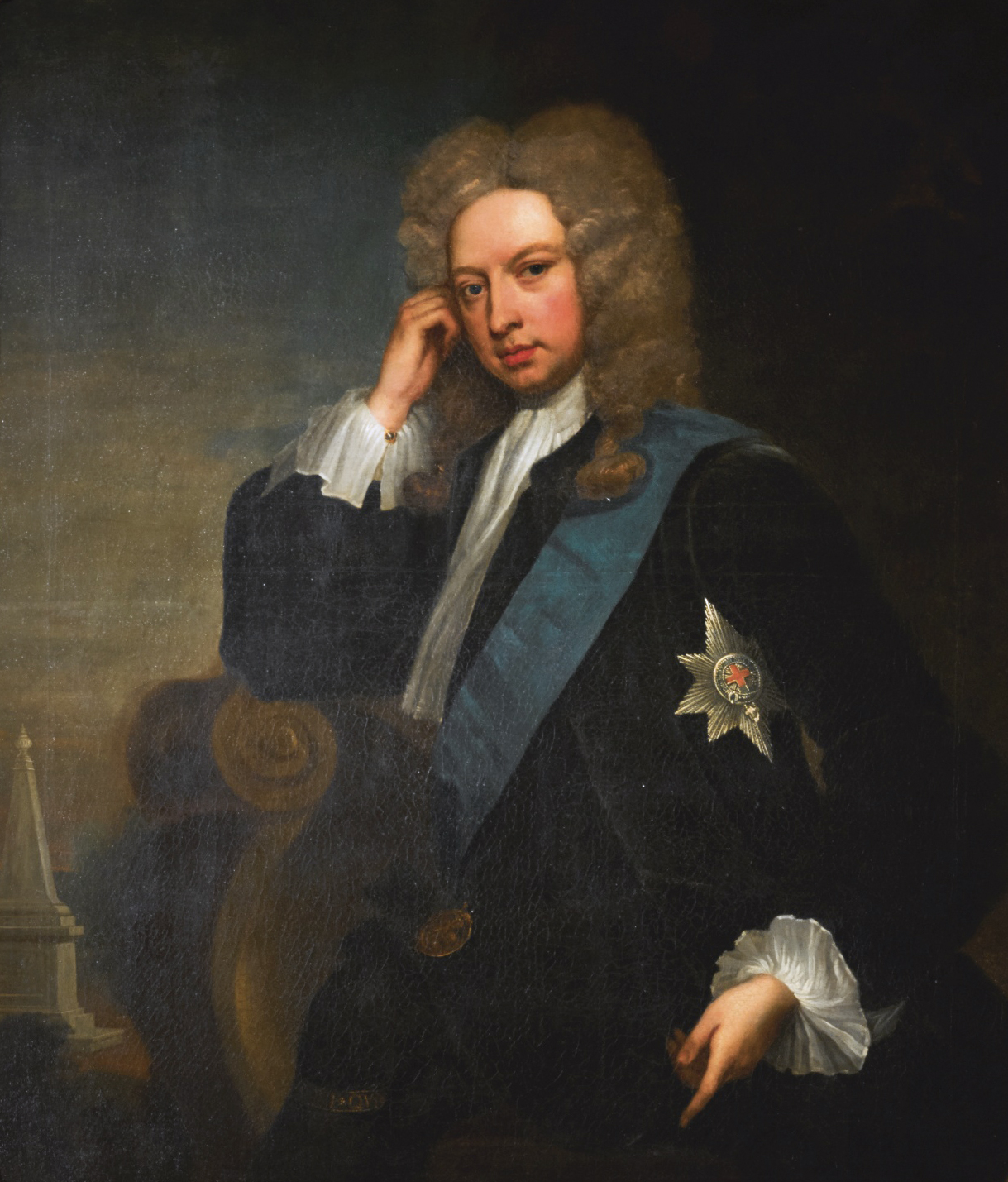
初代ケント公爵・第12代ケント伯爵ヘンリー・グレイの肖像画、チャールズ・ジャーヴァス作、1710年代。

薔薇戦争におけるノーサンプトンの戦いでランカスター派からヨーク派に鞍替えした第4代ルシンのグレイ男爵エドマンド・グレイは1463年6月にイングランド大蔵卿と枢密顧問官に任命され、1465年5月30日にケント伯爵に叙された。薔薇戦争の戦乱においても1484年にリチャード3世から、1487年にヘンリー7世から爵位を再確認され、息子ジョージは爵位を継承することができた。
ジョージは1483年にバス勲章を授与され、ランバート・シムネルの反乱（1487年）で国王軍の指揮官の1人を務め、1497年コーンウォール反乱でも反乱軍を撃破した。
ジョージの長男にあたる3代伯爵リチャードはガーター勲章を授与されたが、その異母弟にあたる4代伯爵ヘンリーは「地所が貧弱」を理由としてケント伯爵の称号を使用せず、孫レジナルドは1571年に請願を出してケント伯爵として承認を求めて成功した。
また、ヘンリーがケント伯爵号を全く使用しなかったため、レジナルドは請願を出す前には庶民として扱われ、1563年にウェイマス選挙区で庶民院議員に当選した。
6代伯爵ヘンリーから8代伯爵ヘンリーまでの3代にわたってベッドフォードシャー統監を務めたが、1639年に8代伯爵が死去するとケント伯爵と従属爵位のルシンのグレイ男爵は分離し、ケント伯爵は4代伯爵の弟アンソニーの孫アンソニーが、ルシンのグレイ男爵は遠戚チャールズ・ロングヴィルが継承した。
9代伯爵の息子にあたる10代伯爵ヘンリーは短期議会でレスター選挙区選出の庶民院議員を務め、以降ラトランド統監とベッドフォードシャー統監を歴任した。
10代伯爵の孫にあたる12代伯爵ヘンリーは母からルーカス男爵を継承し、宮内長官、王室家政長官、王璽尚書など多くの役職を歴任し、1706年にケント侯爵に、1710年にケント公爵に、1740年にグレイ侯爵に叙されたが、息子に先立たれたため、その死に伴い孫娘ジェマイマがグレイ侯爵とルーカス男爵は継承したが、ケント伯爵を含む大半の爵位が廃絶した。
1866年女王誕生記念叙勲において、ヴィクトリア女王の次男アルフレッド・アーネスト・アルバート (1844-1900) は連合王国貴族であるアルスター伯爵、ケント伯爵、エディンバラ公爵に叙された。しかし、2人の息子に先立たれたため、1900年にアルフレッドが死去するとこれらの爵位は廃絶、ザクセン＝コーブルク＝ゴータ公は第2代オールバニ公爵チャールズ・エドワードが継承した。

## ケント伯爵（第1期、1020年）
- ウェセックス伯爵ゴドウィン（1053年没）
- レオフウィン・ゴドウィンソン（1035年頃 – 1066年）
  - 1066年、ヘイスティングズの戦いで戦死

## ケント伯爵（第2期、1067年）
- バイユーのオド（英語版）（1097年没） - バイユー司教
  - 1088年、爵位剥奪

## ケント伯爵（第3期、1141年）
- ウィレム・ファン・イーペル（英語版）（1090年頃 – 1165年） - 一般的には爵位を与えられていないとされる
  - 1155年、失脚

## ケント伯爵（第4期、1227年）
- 初代ケント伯爵ヒューバート・ド・バラ（1170年頃 – 1243年）

## ケント伯爵（第5期、1321年）
- 初代ケント伯爵エドマンド・オブ・ウッドストック（1301年 – 1330年） - 1330年、私権剥奪
- 第2代ケント伯爵エドマンド（1326年頃 – 1331年） - 1331年、爵位を回復
- 第3代ケント伯爵ジョン（1330年 – 1352年）
- 第4代ケント女伯爵ジョーン（1327年 – 1385年）
  - ケント伯爵トマス・ホランド（1314年頃 – 1360年） - 1360年、妻の権利により（英語版）ケント伯爵の爵位を得る

## ケント伯爵（第6期、1360年）
- 初代ケント伯爵トマス・ホランド（1314年頃 – 1360年） - 妻の権利により第5期の爵位も所有
- 第2代ケント伯爵トマス・ホランド（1350年 – 1397年） - 1385年、母より第5期の爵位を継承
- 初代サリー公爵・第3代ケント伯爵トマス・ホランド（1372年 – 1400年）
- 第4代ケント伯爵エドマンド・ホランド（1384年 – 1408年）

## ケント伯爵（第7期、1461年）
- 初代ケント伯爵ウィリアム・ネヴィル（1405年頃 – 1463年）

## ケント伯爵（第8期、1465年）
- 初代ケント伯爵エドマンド・グレイ（1416年 – 1490年）
- 第2代ケント伯爵ジョージ・グレイ（英語版）（1454年 – 1505年）
- 第3代ケント伯爵リチャード・グレイ（英語版）（1481年 – 1524年）
- 第4代ケント伯爵ヘンリー・グレイ（英語版）（1495年頃 – 1562年）
- 第5代ケント伯爵レジナルド・グレイ（英語版）（1541年以前 – 1573年）
- 第6代ケント伯爵ヘンリー・グレイ（英語版）（1541年 – 1615年）
- 第7代ケント伯爵チャールズ・グレイ（1540年代 – 1623年）
- 第8代ケント伯爵ヘンリー・グレイ（英語版）（1583年頃 – 1639年）
- 第9代ケント伯爵アンソニー・グレイ（英語版）（1557年 – 1643年）
- 第10代ケント伯爵ヘンリー・グレイ（英語版）（1594年 – 1651年）
- 第11代ケント伯爵アンソニー・グレイ（1645年 – 1702年）
- 第12代ケント伯爵ヘンリー・グレイ（1671年 – 1740年） - 1706年にケント侯爵に、1710年にケント公爵に叙爵

## ケント伯爵（第9期、1866年）
- エディンバラ公爵・ケント伯爵アルフレッド・アーネスト・アルバート（1844年 – 1900年）